# Penalva de Alva e São Sebastião da Feira
Penalva de Alva e São Sebastião da Feira (oficialmente: União de Freguesias de Penalva de Alva e São Sebastião da Feira) é uma freguesia portuguesa do município de Oliveira do Hospital, com 14,5 km² de área e 928 habitantes (censo de 2021). A sua densidade populacional é 64 hab./km².

## História
Foi criada aquando da reorganização administrativa de 2012/2013,  resultando da agregação das antigas freguesias de Penalva de Alva e São Sebastião da Feira.

## Demografia
A população registada nos censos foi:
| Distribuição da População por Grupos Etários | Distribuição da População por Grupos Etários | Distribuição da População por Grupos Etários | Distribuição da População por Grupos Etários | Distribuição da População por Grupos Etários | Distribuição da População por Grupos Etários |
| -------------------------------------------- | -------------------------------------------- | -------------------------------------------- | -------------------------------------------- | -------------------------------------------- | -------------------------------------------- |
| Antes da agregação                           |                                              |                                              |                                              |                                              |                                              |
| Ano                                          | 0-14 anos                                    | 15-24 anos                                   | 25-64 anos                                   | >= 65 anos                                   | Total                                        |
| 2001                                         | 153                                          | 185                                          | 645                                          | 326                                          | 1309                                         |
| 2011                                         | 104                                          | 105                                          | 559                                          | 355                                          | 1123                                         |
| Após a agregação                             |                                              |                                              |                                              |                                              |                                              |
| Ano                                          | 0-14 anos                                    | 15-24 anos                                   | 25-64 anos                                   | >= 65 anos                                   | Total                                        |
| 2021                                         | 78                                           | 80                                           | 438                                          | 332                                          | 928                                          |